# بيتر وولف (سياسي)
بيتر وولف (بالألمانية: Peter Wolff) هو محامي وسياسي ليختنشتاني، ولد في 10 مايو 1946. نشط حزبياً في Patriotic Union (Liechtenstein) ‏. وقد انتخب عضو في لاندتاغ ليختنشتاين (1993 – 2005).